# Cigogne d'Abdim
Ciconia abdimii
Espèce
Statut de conservation UICN

 LC  : Préoccupation mineure
La Cigogne d'Abdim ou Cigogne à ventre blanc (Ciconia abdimii), critère très voyant quand elle étend les ailes, est une espèce d'échassier de la famille des Ciconiidae.

## Description

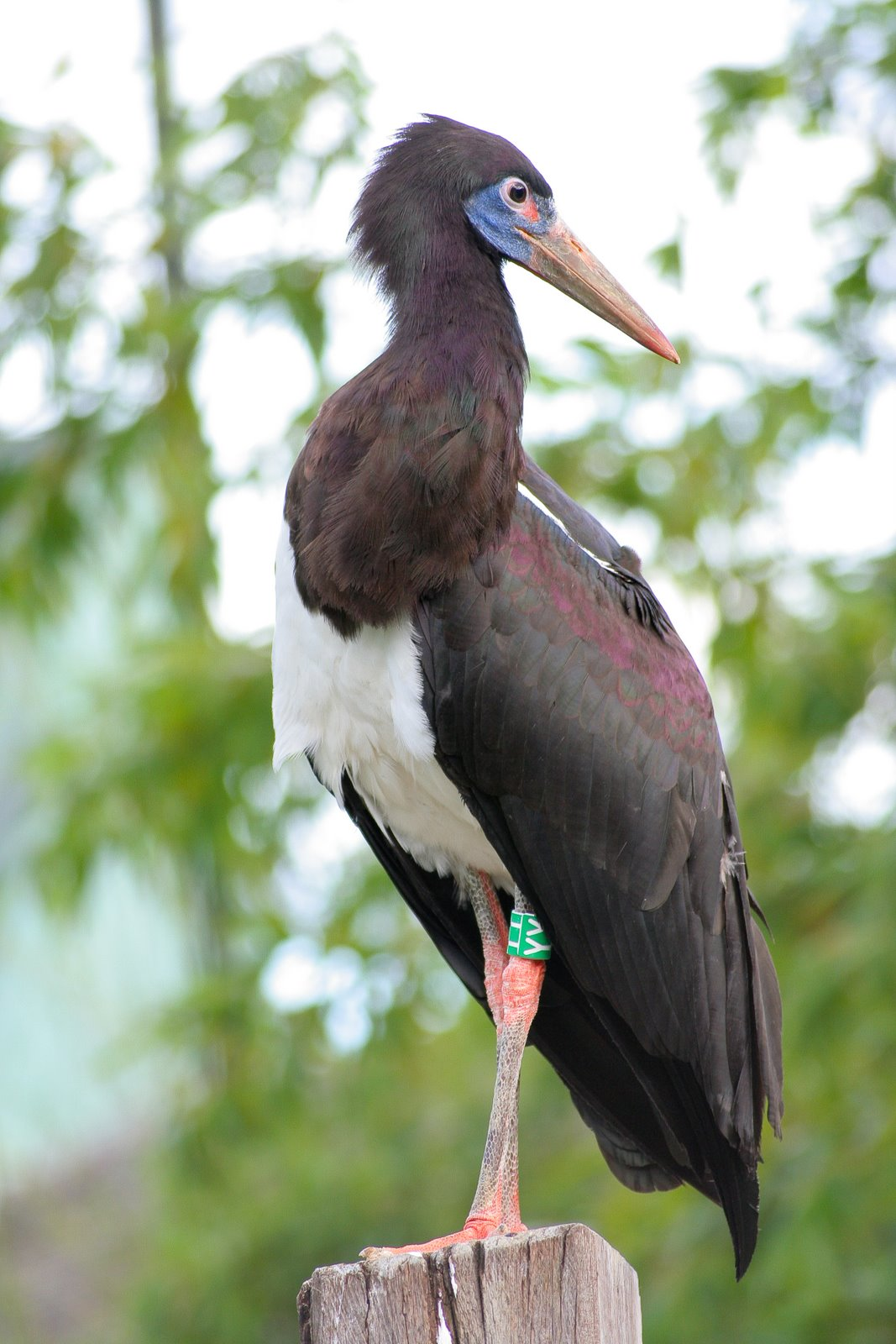
Cigogne d'Abdim au zoo de Londres.

C'est une cigogne noire aux pattes grises, avec des genoux et des pieds rouges, un bec gris et le ventre blanc. Elle a la peau du visage rouge devant les yeux et la peau bleue lors de la saison de reproduction, près du bec. C'est la plus petite espèce de cigognes puisqu’elle mesure environ 73 cm pour une masse d'environ 1 kg. La femelle pond deux à trois œufs par an et est légèrement plus petite que le mâle.

## Distribution
- Répartition des Cigognes d'Abdim de mai à novembre[1]
- Répartition des Cigognes d'Abdim de décembre à avril[1]

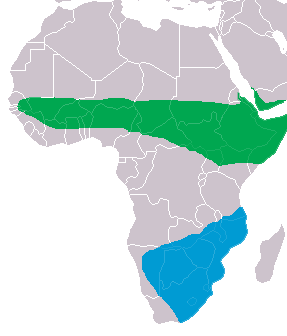
Répartition des Cigognes d'Abdim de mai à novembre
Répartition des Cigognes d'Abdim de décembre à avril

La cigogne d'Abdim se retrouve dans des espaces ouverts d'Afrique de l'Est, d'Éthiopie et d'Afrique du Sud.

## Alimentation
Son régime alimentaire se compose principalement de sauterelles, chenilles et autres insectes de grande taille, bien que ces oiseaux peuvent aussi manger de petits reptiles, des amphibiens, des souris, des crabes et des œufs.

## Reproduction

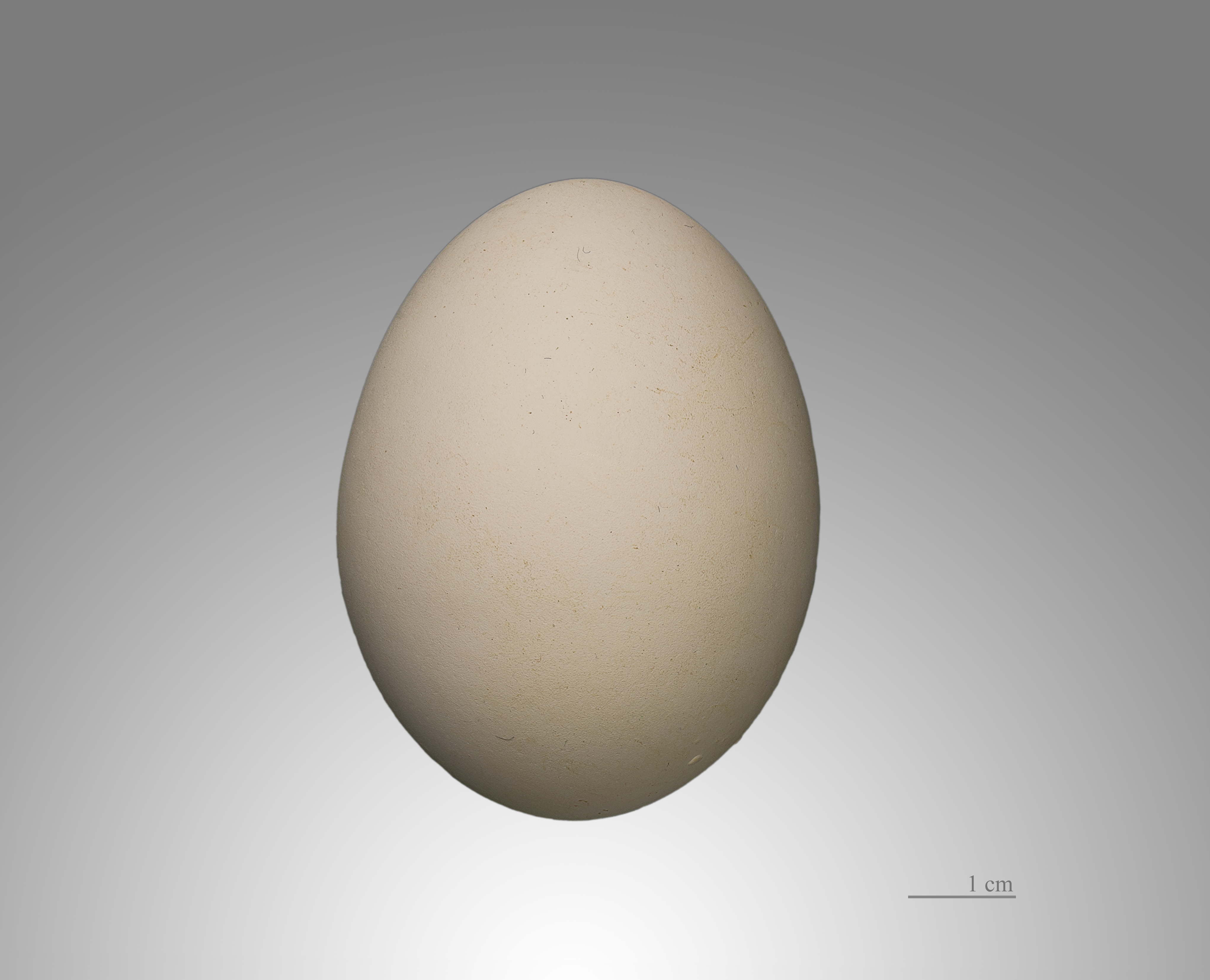
Œuf de Cigogne d'Abdim - MHNT.